# Niki Lindroth von Bahr
Niki Maria Lindroth von Bahr, född 14 februari 1984, är en svensk animatör, konstnär, regissör och kortfilmare.
Lindroth von Bahr tog examen i fri konst vid Kungliga Konsthögskolan i Stockholm 2016.
Hon debuterade 2008 med kortfilmen En natt i Moskva, vilken följdes upp 2010 med Tord och Tord. Den senare belönades med flera internationella filmpriser och nominerades även till en Guldbagge. Hennes kortfilm Simhall togs 2014 ut till huvudtävlan vid Annecys internationella festival för animerad film.
Hennes animerade musikal Min börda (The Burden) hade 2017 världspremiär på Göteborg Film Festival, där den vann både kortfilmspriset Startsladden och blev framröstad som publikens val för Bästa kortfilm. Min börda togs även ut i tävlan i Cannes i maj 2017, där den visades i sektionen Quinzaine des Réalisateurs. I juni 2017 tilldelades Min börda en Cristal – det finaste priset på världens främsta animationsfestival Annecy i Frankrike. Sedan dess har filmen vunnit över 80 priser, bland annat Bästa internationella kortfilm vid Torontos filmfestival, och tilldelades en Guldbagge för Bästa kortfilm.
Hösten 2019 producerade hon sin första stora separatutställning på Färgfabriken i Stockholm. Utställningen blev en av de största publiksuccéerna i konsthallens historia. Här premiärvisades hennes nya animerade kortfilm Något att minnas, vilken även fick världspremiär på Torontos filmfestival 2019. Något att minnas vann bland annat Grand Jury Prize for Animated Short på amerikanska filminstitutets festival AFI Fest 2019 och togs ut i tävlan på Berlins filmfestival Berlinale 2020.
I januari 2022 hade stop motion-antologin The House premiär på Netflix, där Niki Lindroth von Bahr regisserade den andra delen.
Niki Lindroth von Bahr arbetar även som kostymdesigner, bland annat för artister som Fever Ray och David Bowie.
Sedan 2020 är hon invald som medlem i Oscarsakademin.

## Filmografi
- 2008 – En natt i Moskva
- 2010 – Tord och Tord
- 2014 – Simhall
- 2017 – Min börda
- 2019 – Något att minnas
- 2022 – The House (Netflix)